# محمدجان قاسموف
محمدجان قاسموف (۹ مه ۱۹۰۷–۵ ژوئیه ۱۹۷۱ (۶۴ سالگی)) بازیگر اهل کشور اتحاد جماهیر شوروی بود. از فیلم‌هایی که وی در آنها بازی کرده‌است می‌توان به فیلم کاوه آهنگر اشاره نمود.